# Petiso carambanal
Un petiso carambanal, en las historietas de Superlópez creadas por Jan, es un ser diminuto, orondo y habitualmente de color amarillo. Fueron descritos por el autor como un producto ectoplásmico originado por la energía supermediúmnica de Superlópez que aparece alrededor de su figura. 

## Creación y trayectoria editorial
La idea de crear estos personajes le surgió a Jan tras leer acerca de parapsicología y paraciencias, historias de ectoplasmas y espiritismo de la época de El retorno de los brujos.
Aparecieron por primera vez en Al centro de la Tierra (1984), aunque se pueden encontrar con anterioridad unos «primitivos» petisos, aunque verdes, en algunas portadas de la revista Superlópez de Ediciones B.
No es hasta La espantosa, extraña, terrífica historieta de los petisos carambanales (1987-1988), donde se explica la procedencia de estos seres. 
También tiene un papel destacado en Petisoperías (1989). Ambas historietas de publicaron de forma consecutiva en la revista Superlópez, donde se incluyeron dos páginas que sirvieron de enlace a las dos aventuras.

## Características
Utilizados como un tópico más del dibujante, son un recurso visual para captar la atención del lector,  componer o encuadrar.
No todos los petisos son iguales en todas sus apariciones. Tras unos primeros cómics con preponderancia de petisos calvos, su estilo y peinado va variando en sucesivos álbumes. Salvando el cambio debido a la propia evolución del dibujo de Jan, en diversas historietas estos seres adoptan una determinada apariencia según el escenario en el que discurre la acción. En El castillo de arena, cuya trama se ubica en pleno desierto, algunos de los petisos aparecen con turbante. Otro ejemplo lo encontramos en La banda del Dragón Despeinado, cómic que transcurre en un Japón alternativo, y donde algunos de ellos aparecen con ojos rasgados.

## Alfabeto petiso

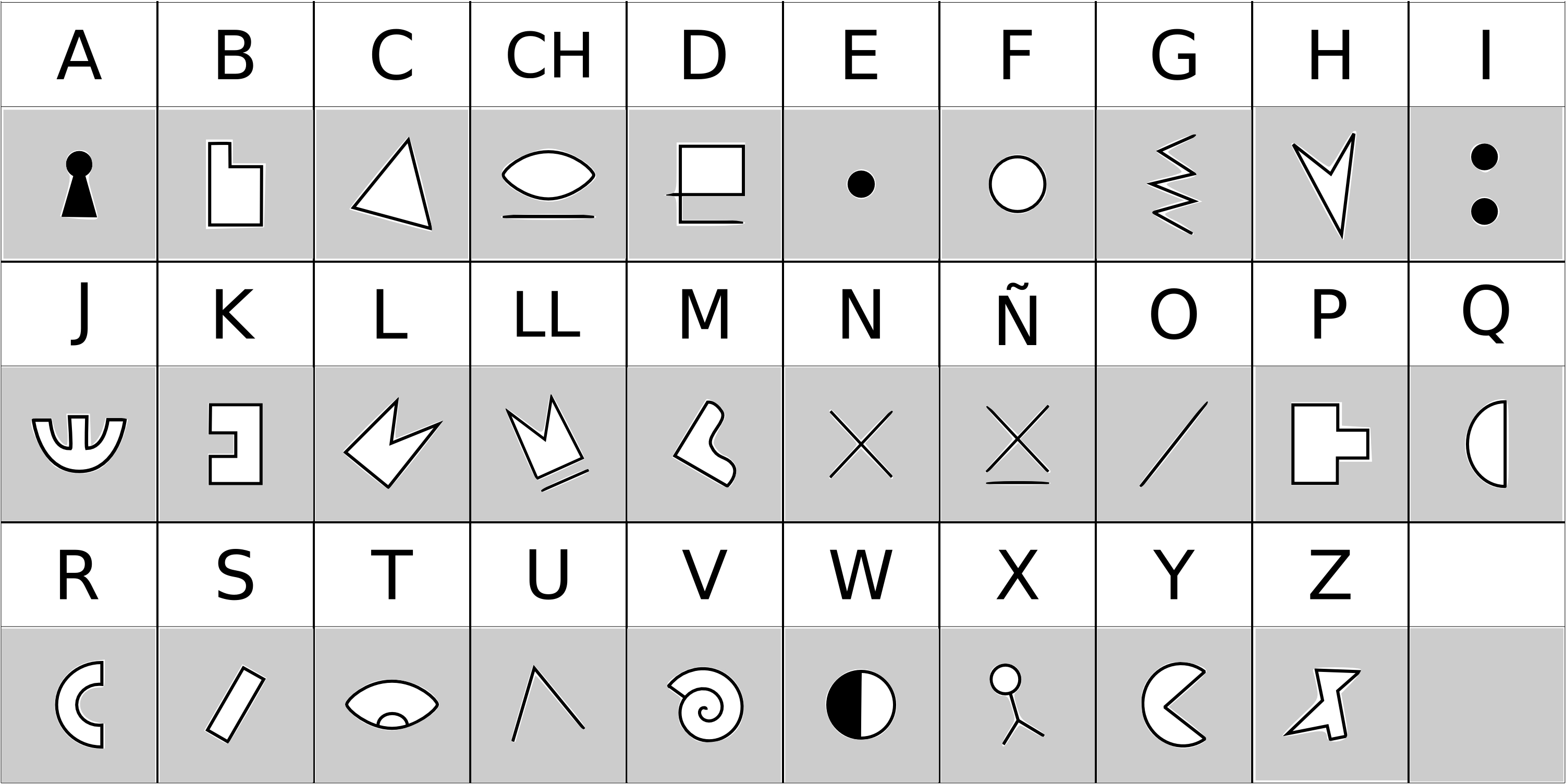
Tabla de correspondencia del alfabeto petiso.

Jan creó para estas historietas un alfabeto petiso, aunque no le daba mucha importancia, de ahí que faltasen haches y tildes. El director de la revista Superlópez propuso hacer un concurso con premio para quien lo descifrara y el niño que lo ganó fue Jordi Coll, que posteriormente se convirtió en el director de Amaníaco.

## Legado
Estos seres han sido parodiados en la serie de animación Cálico Electrónico con la aparición de unos personajes llamados «pelusos carambanales». Son argentinos, y tienen el pelo como Maradona. Se caracterizan por reproducirse muy rápidamente, tanto que llegaron a invadir la ciudad.